# Truman Nunatak
Truman Nunatak är en nunatak i Antarktis. Den ligger i Östantarktis. Australien gör anspråk på området. Toppen på Truman Nunatak är 1 926 meter över havet.
Terrängen runt Truman Nunatak är huvudsakligen platt, men söderut är den kuperad. Terrängen runt Truman Nunatak sluttar brant västerut. Trakten är obefolkad. Det finns inga samhällen i närheten. 